# Gustav Huguenin
Gustav Huguenin (Krauchthal, 17 luglio 1840 – Zurigo, 6 febbraio 1920) è stato un medico e patologo svizzero.

## Biografia
Studiò medicina presso le università di Zurigo, Praga, Vienna e Berlino, conseguendo il dottorato in medicina nel 1864. Da studente ebbe come insegnanti: il neurologo Wilhelm Griesinger (1817-1868), il chirurgo Theodor Billroth (1829-1894) e il medico Michael Anton Biermer (1827-1892).
Nel 1873 successe Bernhard von Gudden (1824-1886) come direttore dell'ospedale psichiatrico di Burghölzli. Dal 1874 lavorò come direttore della reparto clinico di Zurigo, offrendo le sue dimissioni nel 1883 per motivi di salute. In seguito, praticò il suo lavoro a Zurigo e a Weissenburg.
Huguenin era specializzato nella ricerca dei disturbi cerebrali e nervosi.
Fece anche dei trattati che trattavano di encefalite, meningite, etc; con l'aiuto di Hugo Wilhelm von Ziemssen.

## Opere
- Allgemeine Pathologie der Krankheiten des Nervensystems, 1873.
- Oedem des Hirns, Hydrocephalus, 1878.
- Anatomie Des Centres Nerveux, 1879.
- L'eau thermale de Weissenbourg en Suisse (Oberland bernois), 1893.[2]

Pubblicazioni con Hugo Wilhelm von Ziemssen:
- "Der Internist Gustav Huguenin (1840-1920)" di Heinz Lätsch, Juris Druck & Verlag, (1991), ISBN 3-260-05285-2 (3-260-05285-2).[3]